# Mikael Lundström
Mikael Lundström, född 8 december 1949 i Västerås, är en svensk före detta ishockeytränare och tidigare tävlingschef för Svenska Ishockeyförbundet.
Lundström började spela ishockey på 1960-talet i Mora IK. Han representerade som spelare (back) Mora IK (J20) och Vikarby IK (div 2/3).
Han har varit tränare för Långshyttan, Hedemora, Säter, Dalarnas TV-pucklag, Kiruna AIF, Luleå Hockey, Västerås IK, Reims (Frankrike), Kumla, Lyon (Frankrike) och Fredrikshamn (Danmark) samt även varit förbundskapten för Kuwait, Frankrike och Danmark. Han har även varit sportchef i Leksands IF 2006-2009, efter att han våren 2006 lämnade sitt uppdrag som Danmarks förbundskapten och tog över tjänsten som sportchef för Leksands IF. Lundström efterträdde därmed Anders "Masken" Carlsson.
2009-2016 var han tävlingschef för Svenska Ishockeyförbundet.